# Tridentellia crenopharynx
Tridentellia crenopharynx is een rondwormensoort uit de familie van de Chromadoridae. De wetenschappelijke naam van de soort is voor het eerst geldig gepubliceerd in 1946 door Filipjev.